# Pungitius stenurus
Pungitius stenurus är en fiskart som först beskrevs av Kessler, 1876.  Pungitius stenurus ingår i släktet Pungitius och familjen spiggfiskar. Inga underarter finns listade i Catalogue of Life.